# Hluboké Mašůvky
Hluboké Mašůvky é uma comuna checa localizada na região de Morávia do Sul, distrito de Znojmo.